# WTA Challenger de Bari
O WTA Challenger de Bari – ou Open Delle Puglie, atualmente – é um torneio de tênis profissional feminino, de nível WTA 125.
Realizado em Bari, no sul da Itália, estreou em 2022. Os jogos são disputados em quadras de saibro durante o mês de setembro. Passou para o mês de junho em 2024.

## Finais

### Simples
| Ano  | Campeã          | Vice-campeã      | Resultado      |
| ---- | --------------- | ---------------- | -------------- |
| 2025 | Anca Todoni     | Anna Bondár      | 64–7, 6–4, 6–4 |
| 2024 | Anca Todoni     | Panna Udvardy    | 6–4, 6–0       |
| 2023 | Tamara Zidanšek | Rebecca Šramková | 3–6, 7–5, 6–1  |
| 2022 | Julia Grabher   | Nuria Brancaccio | 6–4, 6–2       |

### Duplas
| Ano  | Campeãs                               | Vice-campeãs                                | Resultado        |
| ---- | ------------------------------------- | ------------------------------------------- | ---------------- |
| 2025 | Maria Kozyreva Iryna Shymanovich      | Quinn Gleason Ingrid Martins                | 3–6, 6–4, [10–7] |
| 2024 | Anna Danilina Irina Khromacheva       | Angelica Moratelli Renata Zarazúa           | 6–1, 6–3         |
| 2023 | Katarzyna Kawa Anna Sisková           | Valentini Grammatikopoulou Elixane Lechemia | 6–1, 6–2         |
| 2022 | Elisabetta Cocciaretto Olga Danilović | Andrea Gámiz Eva Vedder                     | 6–2, 6–3         |